# Unlockings
 Unlockings ist ein Musikalbum von John Butcher im Quartett mit Angharad Davies, Mark Sanders und Pat Thomas. Die am 5. April 2022 in London im Veranstaltungsort Iklectik entstandenen Aufnahmen erschienen am 12. September 2024 auf dem Luxemburger Label Ni Vu Ni Connu.

## Hintergrund
Das unabhängige Label Ni Vu Ni Connu veröffentlichte 2022 fünf Kollaborationen von John Butcher mit gleichgesinnten Improvisatoren wie Sophie Agnel oder Magda Mayas und Tony Buck, von denen vier im November 2019 im Berliner Veranstaltungsort Ausland aufgenommen wurden. 2024 legte das Label zwei weitere Treffen Butchers mit britischen Improvisatoren vor – mit dem Geiger Angharad Davies, dem Kontrabassisten John Edwards, dem Schlagzeuger-Perkussionisten Mark Sanders und dem Elektroniker Pat Thomas, aufgenommen im Februar live im April 2022 in Londons Spielstätte Iklectik. Auf dem Album Lower Marsh spielten die Musiker eine Reihe intimer Duette, während bei Unlockings Butcher in einer Quartettbesetzung mit denselben Musikern (ohne den aufgrund einer Erkrankung verhinderten Edwards) spielte.
Das 2014 gegründete Iklectik galt als Veranstaltungsort für improvisierte Musik und Klangkunst sowohl akustisch als auch atmosphärisch als sehr attraktiver Veranstaltungsort, der aber Ende 2023 aufgrund der Gentrifizierung im Stadtviertel dort nicht weiter bestehen konnte.

## Titelliste
- John Butcher with Angharad Davies, Mark Sanders und Pat Thomas Unlockings (Ni Vu Ni Connu)[2]

1. Unlockings I 12:18
2. Unlockings II 10:24
3. Unlockings III 11:52
4. Unlockings IV 7:04

## Rezeption
Unlockings würde die einzigartige Quartettbesetzung aus Butcher, Davies, Sanders und Thomas dokumentieren, die alle in unterschiedlichen Kontexten zusammengearbeitet haben, schrieb Eyal Hareuveni in Salt Peanuts. Butcher wollte, dass die neue Besetzung [seiner Musik] eine überraschende Klangdimension hinzufüge und diese erfahrenen Improvisatoren – ihn selbst eingeschlossen – über ihre Vorstellungen hinaus treibe. Der Albumtitel sei eine Hommage an die „Essenz der Kunst des Augenblicks“, indem er den unmittelbaren Anregungen der Musik folgt und einen Prozess des Entdeckens, Aufdeckens und Erschließens ermögliche. Unlockings würde das unbearbeitete 40-minütige Mitschnitt einfangen und sich auf eine kompromisslose und dennoch poetische Suche nach neuen Klängen, Texturen und Improvisationsstrategien konzentrieren, ein Prozess der „Wiederentdeckung endloser Räder“, wie Butcher es nennt. Dieser fesselnde und inspirierte Prozess finde in der Zugabe einen wunderschönen Abschluss. Dieses Ad-hoc-Quartett erforsche sehr persönliche und abenteuerliche Klangsprachen, lasse sich dabei gegenseitig genügend Raum zur Entfaltung und vernachlässige dabei nie die Beiträge seiner Mitspieler.